# Тунгуй (Курганская область)
Тунгуй — село в Щучанском районе Курганской области. До преобразования в январе 2022 года муниципального района в муниципальный округ входило в Сухоборский сельсовет, а до 17 ноября 2018 года образовывало самостоятельный Тунгуйский сельсовет.

## История
Основано в 1919 году. По данным на 1926 год заимка Тунгуй состояла из 30 хозяйств. В административном отношении входила в состав Аптыкаевского сельсовета Яланского района Челябинского округа Уральской области.

## Население
| 1989 | 2002 | 2010 | 2012 | 2013 | 2014 | 2015 |
| ---- | ---- | ---- | ---- | ---- | ---- | ---- |
| 305  | ↘233 | ↘144 | ↗145 | ↗152 | ↘142 | ↘138 |
| 2016 | 2017 | 2018 | 2019 |      |      |      |
| ↘126 | ↘117 | ↘106 | ↗109 |      |      |      |

По данным переписи 1926 года на заимке проживало 137 человек (67 мужчин и 70 женщин), в том числе: русские составляли 100 % населения
.
По данным переписи 2010 года 68% населения русские , 30% башкиры 